# Gare centrale de Passau

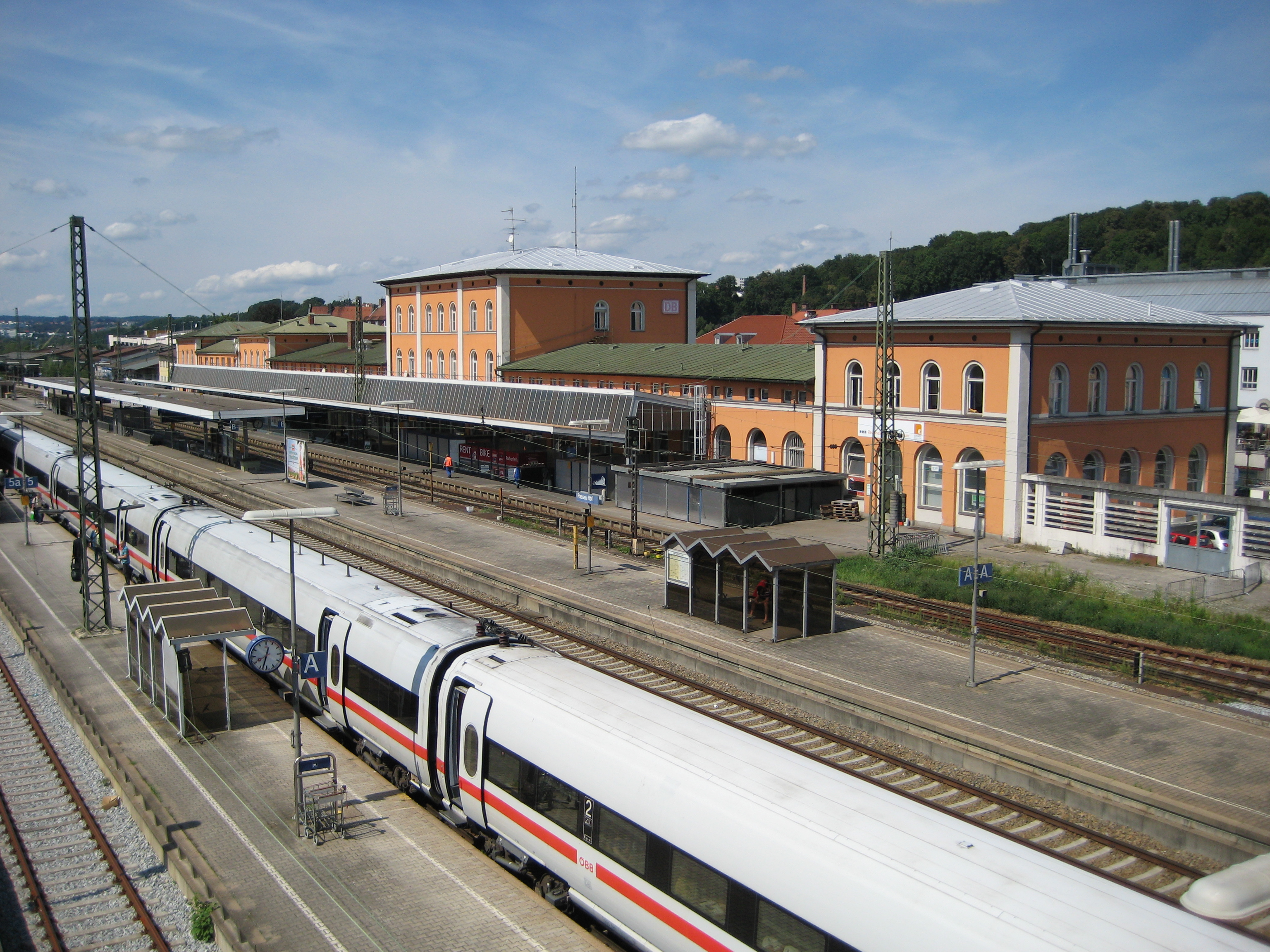
Quais et côté sud du bâtiment principal avant la rénovation

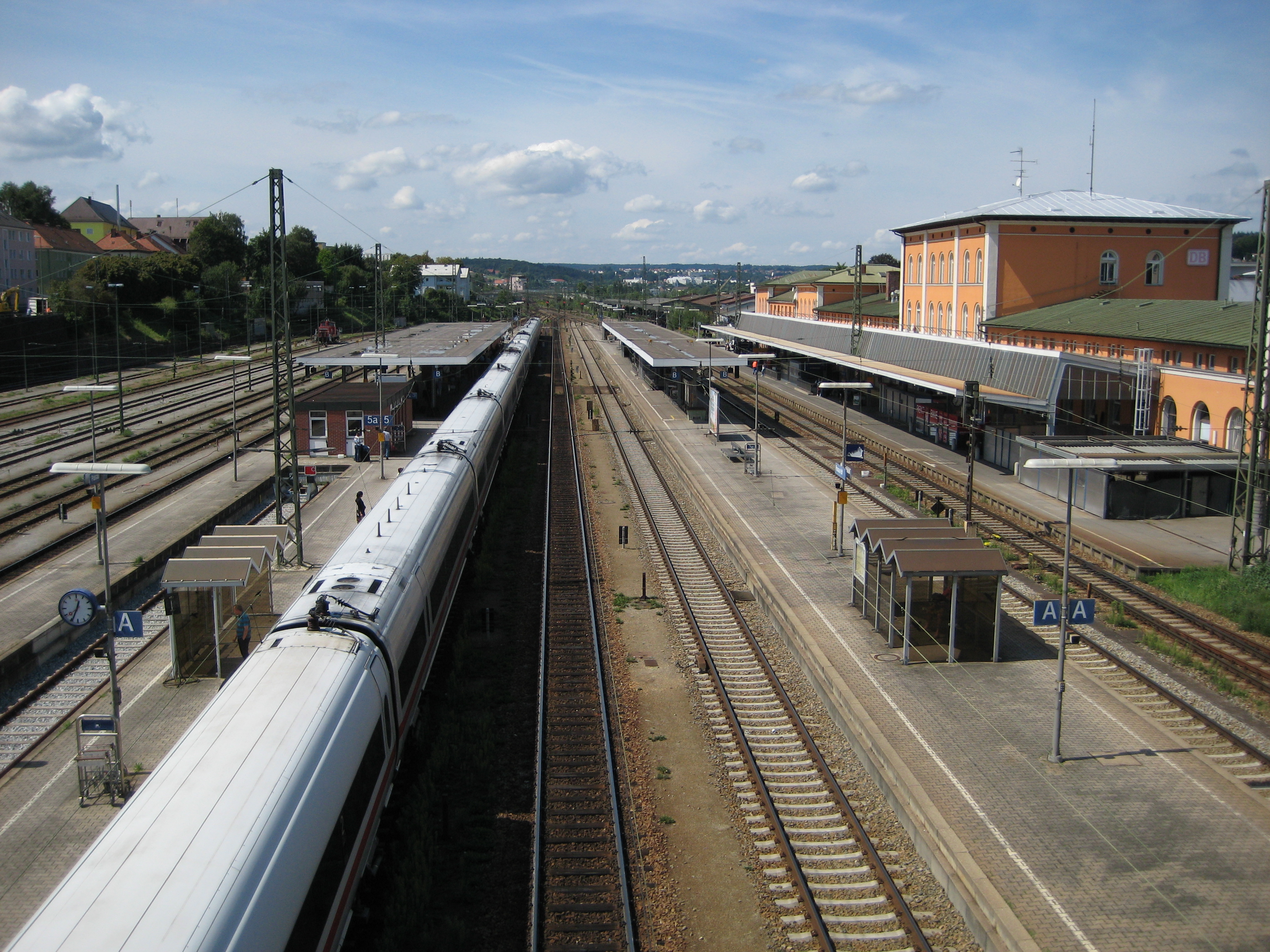
Systèmes de rails avant rénovation

La gare centrale de Passau est construite en 1860 par la Compagnie bavaroise des chemins de fer de l'Est (de). À cette époque, elle fait encore partie de la commune de Saint-Nicolas (de), qui ne devient une partie de Passau qu'en 1870. Il comporte six voies de plate-forme, dont une est une voie morte et trois voies traversantes. Le bâtiment de 130 m de long est construit dans le style classique. En moyenne, environ 6 500 passagers empruntent cette gare chaque jour. En moyenne, 77 trains arrivent chaque jour à la gare. DB AG emploie au total 90 personnes à la gare en 2010

## Liaisons de transport d'aujourd'hui
La gare est désormais un arrêt pour les trains longue distance ICE et IC et les trains locaux de DB Regio (de) et ÖBB-Personenverkehr (de) ainsi que pour les voyages de nuit avec les trains Nightjet d'ÖBB-Personenverkehr. Depuis février 2020, les trains ICE circulent toutes les deux heures depuis Vienne Hbf via Linz jusqu'à Francfort-sur-le-Main, deux paires de trains continuent vers Dortmund (une paire via Duisburg ) et une depuis Wurtzbourg sans s'arrêter à Hanau et Francfort Hambourg-Altona. De plus, en dehors de l'intervalle de deux heures, un ICE relie Nuremberg sans s'arrêter à Wurtzbourg, Hanau et Francfort via Halle jusqu'à Berlin Gesundbrunnen. Deux trains (ICE 91/90) se rendent directement à Hambourg via Wurzbourg Hbf, Cassel-Wilhelmshöhe et Hanovre Hbf. En fin de journée, les trains IC partent et se terminent à Passau. Ceux-ci passent par Nuremberg, Francfort et Coblence via Cologne et la région de la Ruhr jusqu'à Hambourg-Altona. Le service local Donau-Isar-Express (de) circule toutes les heures de Passau à Munich, via le ligne de Rottal (de) jusqu'à Mühldorf am Inn (de) et via la ligne de Passau (de) jusqu'à Wels (de) puis également jusqu'à Linz (de).
Pour les voyages de nuit, deux trains Nightjet exploités par le transport de passagers ÖBB s'arrêtent à Passau. Cela circule entre Vienne et Hambourg ou Düsseldorf. Un NightJet voyage dans la direction opposée à la gare centrale de Vienne. Depuis le 16 juillet 2011, la société privée Ilztalbahn GmbH (de) circule plusieurs paires de trains le week-end entre Passau et Freyung (de) d'avril à octobre,.
Depuis le 8 mars 2020, deux trains Intercity de la ligne 17 à destination/en provenance de Warnemünde (de) circulent chaque jour à Passau. En raison de la reprise des rames Stadler KISS sur la nouvelle ligne IC entre Dresde et Rostock par la Westbahn, il y aura un transfert de nuit depuis l'usine de Vienne vers l'itinéraire en question. Grâce à ce déplacement, la gare de Passau bénéficie d'un arrêt interurbain supplémentaire depuis mars 2020. Lors de la poursuite des travaux de construction sur la route ICE, celle-ci sera déviée via Erfurt.

### Transport longue distance et régional
| Ligne/Type de train         | Trajet | Fréquence | Matériel                                                                                     |
| --------------------------- | --- | --- | -------------------------------------------------------------------------------------------- |
| ICE 91                      | Dortmund – Bochum – Essen – Duisbourg – Düsseldorf – Cologne – Bonn – Remagen – Coblence – Mayence – Aéroport de Francfort-sur-le-Main – Francfort-sur-le-Main – Hanau – Aschaffenbourg – Wurtzbourg – | Cadence de deux heures Deux paires de trains partent de Dortmund (ICE 27/26 et ICE 23/22). La paire de trains ICE 91/90 Donauwalzer va à Hambourg via Cassel-Wilhelmshöhe et une paire de trains (ICE 93/92 Berolina) va à Berlin Gesundbrunnen via Erfurt et Halle (Saale). | ICE-T                                                                                        |
| ICE 91                      | Hambourg-Altona – Hambourg-Dammtor (de) – Hambourg – Hambourg-Harbourg – Hanovre – Cassel-Wilhelmshöhe – Fulda – Wurtzbourg – | Cadence de deux heures Deux paires de trains partent de Dortmund (ICE 27/26 et ICE 23/22). La paire de trains ICE 91/90 Donauwalzer va à Hambourg via Cassel-Wilhelmshöhe et une paire de trains (ICE 93/92 Berolina) va à Berlin Gesundbrunnen via Erfurt et Halle (Saale). | ICE-T                                                                                        |
| ICE 91                      | Berlin Gesundbrunnen – Berlin – Berlin Südkreuz – Halle-sur-Saale – Erfurt – Cobourg – | Cadence de deux heures Deux paires de trains partent de Dortmund (ICE 27/26 et ICE 23/22). La paire de trains ICE 91/90 Donauwalzer va à Hambourg via Cassel-Wilhelmshöhe et une paire de trains (ICE 93/92 Berolina) va à Berlin Gesundbrunnen via Erfurt et Halle (Saale). | ICE-T                                                                                        |
| ICE 91                      | – Nuremberg – Ratisbonne – Plattling – Passau – Wels – Linz – Saint-Pölten – Vienne-Meidling (de) – Vienne Hbf | Cadence de deux heures Deux paires de trains partent de Dortmund (ICE 27/26 et ICE 23/22). La paire de trains ICE 91/90 Donauwalzer va à Hambourg via Cassel-Wilhelmshöhe et une paire de trains (ICE 93/92 Berolina) va à Berlin Gesundbrunnen via Erfurt et Halle (Saale). | ICE-T                                                                                        |
| ICE 31                      | Passau – Plattling – Ratisbonne – Nuremberg – Wurtzbourg – Francfort-sur-le-Main – Aéroport de Francfort-sur-le-Main – Mainz – Coblence – Bonn – Cologne – Solingen – Wuppertal – Hagen – Dortmund | un train par jour | ICE 1                                                                                        |
| ICE 31                      | Passau – Plattling – Ratisbonne – Nuremberg – Wurtzbourg – Francfort-sur-le-Main – Aéroport de Francfort-sur-le-Main – Mayence – Coblence – Bonn – Cologne – Düsseldorf – Duisbourg – Essen – Münster – Hambourg-Harbourg – Hambourg – Hambourg-Dammtor – Hambourg-Altona | un train | ICE 1 kurz                                                                                   |
| IC 17                       | Vienne – Vienne-Meidling – Saint-Pölten – Linz – Wels – Schärding – Passau – Plattling – Straubing – Regensburg – Nuremberg – Fürth – Erlangen – Bamberg – Lichtenfels – Saalfeld (Saale) – Iéna-Gröschwitz – Iéna-Paradies – Naumbourg (Saale) – Leipzig – Halle-sur-Saale – Bitterfeld – Wittemberg – Berlin Südkreuz – Berlin – Berlin-Gesundbrunnen – Oranienbourg – Neustrelitz – Waren (Müritz) – Rostock – Warnemünde | une paire de train Rückfahrt ab Rostock, Sa/So ab Berlin Hbf | Stadler KISS                                                                                 |
| NJ                          | Wien – Vienne-Meidling – Saint-Pölten – Linz – Passau – Nuremberg | une fois par jour | ÖBB Nightjet                                                                                 |
| NJ                          | – Wurtzbourg – Göttingen – Hanovre – Hambourg | une fois par jour | ÖBB Nightjet                                                                                 |
| NJ                          | – Francfort-sur-le-Main-Sud – Aéroport de Francfort-sur-le-Main – Mayence – Coblence – Bonn – Cologne – Düsseldorf | une fois par jour | ÖBB Nightjet                                                                                 |
| RE3                         | Donau-Isar-Express Passau – Plattling – Landshut – Munich | toutes les heures | Coradia Continental (BR 440), BR 146.2 + Voiture à deux niveaux, Siemens Desiro HC (BR 1462) |
| REX R                       | Passau – Wels – Linz/Donau | REX/R en alternance toutes les heures |                                                                                              |
| RB46                        | Passau – Neumarkt-St Veit – Mühldorf (Oberbay) | Horaire cadencé | BR 628 BR 642                                                                                |
| P                           | Ilztalbahn bzw. Untere Waldbahn Passau – Waldkirchen – Freyung | six paires de trains les week-ends et jours fériés du 1er mai à fin octobre | Stadler Regio-Shuttle RS1 (BR 650)                                                           |
| RE50                        | Passau – Ratisbonne – Neumarkt – Nuremberg | Une paire de trains les week-ends et jours fériés d'avril à octobre | Siemens Desiro HC (BR 1462) BR 146.2 + Voiture à deux niveaux                                |
| Situation: 12 décembre 2021 | | |                                                                                              |

## Anciennes connexions
À la gare de Passau-Voglau, la ligne ferroviaire désormais fermée mais partiellement réactivée vers Hauzenberg (de) bifurque vers Obernzell, qui s'étendait autrefois jusqu'à Wegscheid (de). L'itinéraire n'est accessible qu'à partir de la gare centrale de la ville de Passau en direction de Passau-Voglau. Cet itinéraire, qui n'est plus utilisé pour le trafic régulier de voyageurs depuis plus de 25 ans, est utilisé jusqu'en 2002 par les Amis des chemins de fer de Passau (de) avec des trains spéciaux et des trains de marchandises de diverses entreprises. La route est alors devenue impraticable en raison des dégâts causés par les inondations. Une association de soutien à l'itinéraire est fondée, ce qui permet de réactiver cet itinéraire. En août 2020, la réactivation partielle a lieu à l'arrêt Passau-Rosenau, et en août 2023 à la gare de Passau-Lindau, desservie par des trains spéciaux et des trains de marchandises
Étant donné que la gare se trouve sur l'itinéraire de transport longue distance Francfort-sur-le-Main - Nuremberg - Linz (de) - Vienne, de nombreux trains longue distance y circulent depuis toujours, comme l'Ostende-Wien-Express (de) depuis le début du siècle ou le TEE Prinz Eugen entre Hambourg et Vienne depuis les années 1960, qui perd ensuite son nom lorsqu'un IC anonyme puis l'ICE Donauwalzer reprennent la représentation. Jusqu'en décembre 2014, la paire de trains interurbains Rottaler Land circule le samedi entre Hambourg-Altona et Passau. Les wagons directs du train continuent comme express régional sur la ligne de Rottal (de) jusqu'à Mühldorf. Un changement de direction et de locomotive a lieu à la gare centrale de Passau car la voie de correspondance n'est pas électrifiée.

## Anciennes voies ferrées
À l'ouest de la gare principale de voyageurs, sur le site de l'ancienne gare de triage, même après son démantèlement partiel, il existe encore une gare de fret plus grande pour desservir le trafic de marchandises transfrontalier de l'Allemagne vers l'Autriche et pour se connecter au trafic de marchandises sur navires. naviguer sur le Danube. À l'Est, les voies d'évitement et les hangars à locomotives restants sont démolis dans le cadre du réaménagement du « Passauer Neue Mitte (de) ». Jusque dans les années 1970, il y a des embranchements pour les installations portuaires de Passau (de) sur la Donaulände dans la vieille ville (de) et dans le port d'hiver de Racklau.

## Rénovation de la gare

### Phase de construction
Les travaux de construction pour la conversion sans obstacle font l'objet d'un appel d'offres dans toute l'Europe en juin 2013,. La première pelletée de terre symbolique a lieu à la mi-juillet 2013. Au total, 21,5 millions d'euros doivent être investis dans la gare d'ici le printemps 2017. À la mi-septembre 2013, les mesures de la deuxième phase de construction sont attribuées pour un montant de 12,7 millions d'euros.
Dans le cadre de la rénovation, la voie 6a du quai Ouest est entièrement supprimée du quai 5/6 et la voie 5a du quai Est est raccourci de 80 m et la plate-forme y est également éliminée. La plate-forme principale mesure 300 m de long jusqu'à une hauteur de plateforme de 55 cm relevés, les deux plates-formes centrales d'une longueur de 400 m à 76 cm,

### Achèvement
Le 13 mai 2017, l'achèvement des travaux de construction est célébré par une fête à la gare.

## Perspectives
En décembre 2028, l'ETCS niveau 2 « avec signaux » doit entrer en service dans le nœud de Passau